# Beatrice di Borgogna-Borbone
Beatrice di Borgogna, conosciuta anche come Beatrice di Borbone (1257 – Château de Murat, 1º ottobre 1310), è stata contessa di Charolais, dal 1266, contessa consorte di Clermont, dal 1272 e dama di Borbone, dal 1288 alla sua morte.

## Origine
Secondo la Histoire généalogique des ducs de Bourgogne de la maison de France, Beatrice era l'unica figlia del conte di Charolais, Giovanni di Borgogna e della futura dama di Borbone, Agnese, che, ancora secondo la Histoire généalogique des ducs de Bourgogne de la maison de France, era la figlia secondogenita di Arcimbaldo IX, signore di Borbone, e della moglie, Iolanda di Châtillon-Nevers, erede delle contee di Nevers, Auxerre e Tonnerre, che, secondo la Histoire du Bourbonnais et des Bourbons qui l'ont possédé, Volume 1, era figlia di Guido II di Châtillon Saint-Pol, e Agnese di Donzy, erede delle contee di Nevers, d'Auxerre e di Tonnerre.
Giovanni di Borgogna, come ci viene confermato nel testamento del padre del 1272, era il figlio secondogenito del Duca di Borgogna ed in seguito re titolare di Tessalonica, Ugo IV di Borgogna e della prima moglie, Iolanda di Dreux, che, come ci viene confermato dalla Chronica Albrici Monachi Trium Fontium, era figlia del conte di Dreux e di Braine, Roberto III e della moglie (come ci viene confermato dal documento n° LXXIX del Cartulaire du comté de Ponthieu), Eleonora, signora di Saint-Valéry, come appendiamo dalla Histoire généalogique des ducs de Bourgogne de la maison de France.

## Biografia
Alla morte, nel 1262, di sua zia, Matilde, dama di Borbone e contessa di Nevers, di Auxerre e Tonnerre, al marito di Matilde, Oddone di Borgogna, rimase la reggenza delle contee di Nevers, Auxerre e Tonnerre, mentre sua madre, Agnese, succedette alla sorella nella signoria di Borbone.
Alla morte di suo zio, Oddone di Borgogna, nel 1266, suo padre, Giovanni divenne l'erede del ducato di Borgogna.
Suo padre, Giovanni, nel 1268, morì dopo aver fatto testamento, Beatrice gli succedette nel titolo di contessa di Charolais, mentre suo zio, Roberto di Borgogna, divenne l'erede del ducato di Borgogna, che, dopo essere divenuto duca di Borgogna, confermò a lei e a sua madre la contea di Charolais, come da documento delle Preuves de la généalogique des ducs de Bourgogne de la maison de France, datato 1274.
Nel 1272, a quindici anni, Beatrice sposò a Clermont en Beauvaisis Roberto di Francia (1256-1317), conte di Clermont, figlio di Luigi IX il Santo, re di Francia e di Margherita di Provenza; il matrimonio di Beatrice e Roberto è confermato dal Gesta Philippi Tertii Francorum Regis.
Sua madre, Agnese, nel 1277, si risposò, in seconde nozze, con Roberto II d'Artois, figlio postumo di Roberto I e di Matilde del Brabante; entrambi i matrimoni di Agnese sono confermati dal Gesta Philippi Tertii Francorum Regis e, nel 1278, fece testamento, poi, nel mese di agosto modificò un codicillo.
Secondo la Histoire du Bourbonnais et des Bourbons qui l'ont possédé, Volume 1, Agnese morì, nel 1288, a Lilla e fu tumulata nel convento di Champaigue, e Beatrice le succedette nella signoria di Borbone.
Il documento nº 824 dei Titres de la maison ducale de Bourbon, datato 1289, ci conferma che Beatrice e Roberto sono signori di Borbone (Robert comte de Clermont sire de Bourbon et Béatrix dame de Bourbon sa femme).
Secondo la Histoire du Bourbonnais et des Bourbons qui l'ont possédé, Volume 1, Beatrice morì, nel 1310, nel castello di Murat e fu tumulata nel convento di Champaigue, accanto alla madre.
Nella signoria di Borbone le succedette il figlio primogenito Luigi.

## Figli
Beatrice a Roberto diede sei figli::
- Luigi (1278-1342), primo duca di Borbone[19], conte di Clermont e La Marche;
- Bianca (1281-1304), sposò Roberto VII d'Alvernia[23];
- Giovanni (1283-1322)[24], signore di Charolais;
- Maria (1285-1372), monaca a Poissy, come da documento nº 1014 dei Titres de la maison ducale de Bourbon, tome premier[25];
- Piero (1287-1330), Arcidiacono a Parigi, come da documento nº 114 b della Histoire des ducs de Bourbon et des comtes de Forez, Volume 3[26];
- Margherita (1289-1309), sposò Giovanni I, conte di Namur[27].

Beatrice e Roberto furono i capostipiti della casata capetingia dei Borbone, che accederà al trono di Francia nel 1589 con Enrico III di Navarra.

## Ascendenza
|                                                |                                                  |                                           | Genitori                                                       |  |  | Nonni |  |  | Bisnonni                     |  |  | Trisnonni                 |  |
|                                                |                                                  |                                           |                                                                |  |  |       |  |  | Oddone III, duca di Borgogna |  |  | Ugo III, duca di Borgogna |  |
|                                                |                                                  |                                           |                                                                |  |  |       |  |  | Oddone III, duca di Borgogna |  |  | Ugo III, duca di Borgogna |  |
|                                                |                                                  | Alice di Lorena                           |                                                                |  |  |       |  |  | Oddone III, duca di Borgogna |  |  |                           |  |
| Ugo IV, duca di Borgogna                       |                                                  |                                           |                                                                |  |  |       |  |  | Oddone III, duca di Borgogna |  |  |                           |  |
|                                                |                                                  | Alice di Vergy                            | Ugo signore di Vergy                                           |  |  |       |  |  |                              |  |  |                           |  |
|                                                |                                                  | Alice di Vergy                            | Ugo signore di Vergy                                           |  |  |       |  |  |                              |  |  |                           |  |
|                                                |                                                  | Alice di Vergy                            | Gillette di Traînel                                            |  |  |       |  |  |                              |  |  |                           |  |
| Giovanni di Borgogna, conte di Charolais       |                                                  | Alice di Vergy                            |                                                                |  |  |       |  |  |                              |  |  |                           |  |
|                                                |                                                  | Roberto III, conte di Dreux               | Roberto II, conte di Dreux                                     |  |  |       |  |  |                              |  |  |                           |  |
|                                                |                                                  | Roberto III, conte di Dreux               | Roberto II, conte di Dreux                                     |  |  |       |  |  |                              |  |  |                           |  |
|                                                |                                                  | Roberto III, conte di Dreux               | Yolanda di Coucy                                               |  |  |       |  |  |                              |  |  |                           |  |
| Yolanda di Dreux                               |                                                  | Roberto III, conte di Dreux               |                                                                |  |  |       |  |  |                              |  |  |                           |  |
|                                                |                                                  | Eleonora, signora di Saint-Valéry         | Tommaso, signore di Saint-Valéry                               |  |  |       |  |  |                              |  |  |                           |  |
|                                                |                                                  | Eleonora, signora di Saint-Valéry         | Tommaso, signore di Saint-Valéry                               |  |  |       |  |  |                              |  |  |                           |  |
|                                                |                                                  | Eleonora, signora di Saint-Valéry         | Adele di Ponthieu                                              |  |  |       |  |  |                              |  |  |                           |  |
| Beatrice di Borgogna, signora di Borbone       |                                                  | Eleonora, signora di Saint-Valéry         |                                                                |  |  |       |  |  |                              |  |  |                           |  |
|                                                | Arcimbaldo VIII di Dampierre, signore di Borbone | Guido II, signore di Dampierre            |                                                                |  |  |       |  |  |                              |  |  |                           |  |
|                                                | Arcimbaldo VIII di Dampierre, signore di Borbone | Guido II, signore di Dampierre            |                                                                |  |  |       |  |  |                              |  |  |                           |  |
|                                                | Arcimbaldo VIII di Dampierre, signore di Borbone | Matilde I, signora di Borbone             |                                                                |  |  |       |  |  |                              |  |  |                           |  |
| Arcimbaldo IX di Dampierre, signore di Borbone | Arcimbaldo VIII di Dampierre, signore di Borbone |                                           |                                                                |  |  |       |  |  |                              |  |  |                           |  |
|                                                |                                                  | Beatrice di Montluçon                     | Arcimbaldo II, signore di Montluçon                            |  |  |       |  |  |                              |  |  |                           |  |
|                                                |                                                  | Beatrice di Montluçon                     | Arcimbaldo II, signore di Montluçon                            |  |  |       |  |  |                              |  |  |                           |  |
|                                                |                                                  | Beatrice di Montluçon                     | N. di Saint-Bris                                               |  |  |       |  |  |                              |  |  |                           |  |
| Agnese di Dampierre, signora di Borbone        |                                                  | Beatrice di Montluçon                     |                                                                |  |  |       |  |  |                              |  |  |                           |  |
|                                                |                                                  | Guido II di Châtillon, conte di Saint-Pol | Gualtiero III, signore di Châtillon                            |  |  |       |  |  |                              |  |  |                           |  |
|                                                |                                                  | Guido II di Châtillon, conte di Saint-Pol | Gualtiero III, signore di Châtillon                            |  |  |       |  |  |                              |  |  |                           |  |
|                                                |                                                  | Guido II di Châtillon, conte di Saint-Pol | Elisabetta di Campdavaine                                      |  |  |       |  |  |                              |  |  |                           |  |
| Iolanda di Châtillon-Saint-Pol                 |                                                  | Guido II di Châtillon, conte di Saint-Pol |                                                                |  |  |       |  |  |                              |  |  |                           |  |
|                                                |                                                  | Agnese II di Donzy                        | Erveo IV, barone di Donzy                                      |  |  |       |  |  |                              |  |  |                           |  |
|                                                |                                                  | Agnese II di Donzy                        | Erveo IV, barone di Donzy                                      |  |  |       |  |  |                              |  |  |                           |  |
|                                                |                                                  | Agnese II di Donzy                        | Matilde I di Courtenay, contessa di Nevers, Auxerre e Tonnerre |  |  |       |  |  |                              |  |  |                           |  |
|                                                |                                                  | Agnese II di Donzy                        |                                                                |  |  |       |  |  |                              |  |  |                           |  |

### Fonti primarie
- (LA)  Monumenta Germaniae Historica, Scriptores, tomus XXIII.
- (LA)  (FR)  Titres de la maison ducale de Bourbon, tome premier
- (LA)  Recueil des historiens des Gaules et de la France. Tome 20.
- (LA)  Cartulaire du comté de Ponthieu.
- (FR)  Histoire des ducs de Bourbon et des comtes de Forez, Volume 3

### Letteratura storiografica
- (FR)  Histoire généalogique des ducs de Bourgogne de la maison de France.
- (FR)  #ES Histoire du Bourbonnais et des Bourbons qui l'ont possédé, Volume 1.